# Năng lượng sinh học (ngành học)
Năng lượng sinh học (bioenergetics) là một lĩnh vực trong sinh hóa và sinh học tế bào liên quan đến dòng năng lượng thông qua các hệ thống sống. Đây là một lĩnh vực hoạt động nghiên cứu sinh học bao gồm nghiên cứu về sự biến đổi năng lượng ở cơ thể sống và nghiên cứu hàng ngàn quá trình tế bào khác nhau như hô hấp tế bào và nhiều quá trình trao đổi chất và enzyme khác dẫn đến sản xuất và sử dụng năng lượng các dạng như phân tử adenosine triphosphate (ATP). Đó là, mục tiêu của năng lượng sinh học là mô tả cách thức các sinh vật sống thu nhận và biến đổi năng lượng để thực hiện công việc sinh học. Do đó, nghiên cứu về đường trao đổi chất là rất cần thiết cho năng lượng sinh học.

## Tổng quan
Năng lượng sinh học là một phần của hóa sinh liên quan đến năng lượng liên quan đến việc tạo và phá vỡ các liên kết hóa học trong các phân tử được tìm thấy trong các sinh vật. Nó cũng có thể được định nghĩa là nghiên cứu về các mối quan hệ năng lượng và biến đổi năng lượng và tải nạp trong các sinh vật sống. Khả năng khai thác năng lượng từ nhiều con đường trao đổi chất là một tài sản của tất cả các sinh vật sống. Tăng trưởng, phát triển, đồng hóa và dị hóa là một số quá trình trung tâm trong nghiên cứu sinh vật, bởi vì vai trò của năng lượng là nền tảng cho các quá trình sinh học như vậy. Cuộc sống phụ thuộc vào sự biến đổi năng lượng; các sinh vật sống tồn tại nhờ sự trao đổi năng lượng giữa các mô / tế bào sống và môi trường bên ngoài. Một số sinh vật, chẳng hạn như tự dưỡng, có thể thu được năng lượng từ ánh sáng mặt trời (thông qua quá trình quang hợp) mà không cần phải tiêu thụ chất dinh dưỡng và phá vỡ chúng. Các sinh vật khác, như dị dưỡng, phải hấp thụ chất dinh dưỡng từ thức ăn để có thể duy trì năng lượng bằng cách phá vỡ các liên kết hóa học trong chất dinh dưỡng trong quá trình trao đổi chất như glycolysis và chu trình axit citric. Điều quan trọng là, do hậu quả trực tiếp của Định luật Nhiệt động lực học đầu tiên, tự dưỡng và dị dưỡng tham gia vào một mạng lưới trao đổi chất phổ biến bằng cách ăn tự dưỡng (thực vật), dị năng khai thác năng lượng ban đầu được thực vật biến đổi trong quá trình quang hợp.
Trong một sinh vật sống, các liên kết hóa học bị phá vỡ và được thực hiện như một phần của sự trao đổi và biến đổi năng lượng. Năng lượng có sẵn cho công việc (như công việc cơ học) hoặc cho các quá trình khác (như tổng hợp hóa học và quá trình đồng hóa trong tăng trưởng), khi liên kết yếu bị phá vỡ và liên kết mạnh hơn được thực hiện. Việc sản xuất các liên kết mạnh hơn cho phép giải phóng năng lượng có thể sử dụng.
Adenosine triphosphate (ATP) là "tiền tệ năng lượng" chính cho sinh vật; Mục tiêu của quá trình trao đổi chất và dị hóa là tổng hợp ATP từ các nguyên liệu ban đầu có sẵn (từ môi trường) và phân hủy ATP (thành adenosine diphosphate (ADP) và phosphate vô cơ) bằng cách sử dụng nó trong các quá trình sinh học. Trong một tế bào, tỷ lệ ATP so với nồng độ ADP được gọi là " điện tích năng lượng " của tế bào. Một tế bào có thể sử dụng điện tích năng lượng này để chuyển tiếp thông tin về nhu cầu của tế bào; nếu có nhiều ATP hơn ADP, tế bào có thể sử dụng ATP để thực hiện công việc, nhưng nếu có nhiều ADP hơn ATP có sẵn, tế bào phải tổng hợp ATP thông qua quá trình phosphoryl oxy hóa.
Các sinh vật sống sản xuất ATP từ các nguồn năng lượng thông qua quá trình phosphoryl oxy hóa. Các liên kết phosphat cuối cùng của ATP tương đối yếu so với các liên kết mạnh hơn được hình thành khi ATP bị thủy phân (bị nước phá vỡ) thành adenosine diphosphate và phosphate vô cơ. Đây là năng lượng thủy phân tự do thuận lợi về mặt nhiệt động dẫn đến giải phóng năng lượng; liên kết phosphoanhydride giữa nhóm phosphate cuối cùng và phần còn lại của phân tử ATP không chứa năng lượng này. Kho dự trữ ATP của một sinh vật được sử dụng làm pin để lưu trữ năng lượng trong các tế bào. Việc sử dụng năng lượng hóa học từ sự sắp xếp lại liên kết phân tử như vậy sẽ thúc đẩy các quá trình sinh học trong mọi sinh vật.